# 柴田徳文
柴田 徳文（しばた とくぶみ、1946年〈昭和21年〉6月17日 - 2021年〈令和3年〉4月6日）は、日本の国際政治学者。国士舘大学名誉教授、国士舘舘長。専門は日本国際政治史、国際政治理論。

## 経歴
東京都出身。国士舘中学校・高等学校を経て、1969年、国士舘大学政経学部政治学科卒業。学校法人国士舘専任職員として入職。
1971年、国士舘大学大学院政治学研究科修士課程修了。1975年、同博士課程満期退学、国士舘大学政経学部助手。1978年、セント・ジョンズ大学M.A.（Master of Arts）。
2001年、国士舘大学政経学部教授。まで国士舘短期大学副学長（1983年 - 1990年）、国士舘大学副学長（1984年 - 1990年、2015年12月 - 2017年3月）、学校法人国士舘理事（1983年 - 1987年）、学校法人国士舘評議員（1983年 - 1996年）を歴任。
2017年、国士舘大学を定年退職し、国士舘大学名誉教授となる。翌年4月1日、国士舘舘長就任。
2021年（令和3年）4月6日、多発性骨髄腫のため死去。

## 親族
- 祖父 - 柴田徳次郎（国士舘創立者）
- 父 - 柴田梵天（経済学者、国士舘館長）

## 所属学会等
- 日本国際政治学会
- 日本政治学会
- 日本中東学会
- 国際憲法学会

## 著作

### 翻訳
- 国際連合大学編『アラブの未来』（浦野起央共訳、刀水書房、1990年）

### 論文
- ハル・ノートは最後通牒だったのか：2006/02
- 東京裁判におけるパリ不戦条約の適用：2002
- 東京裁判における幣原外交：1998
- 東京裁判における九カ国条約：1997
- 東京裁判における関特演の侵略性の立証：1996
- 日本の在満権益は侵略によるものか：1995 東京裁判における1915年の日華諸条約・交換公文の理解についての孝察：1994
- スティムソンの満州事変観の検討：1993
- アメリカのパナマ侵攻に見る自衛権-満州事変における日本の行動を比較して-：1992
- アメリカのパナマ侵攻と満洲事変：1991